# Liste des grèves à la SNCF

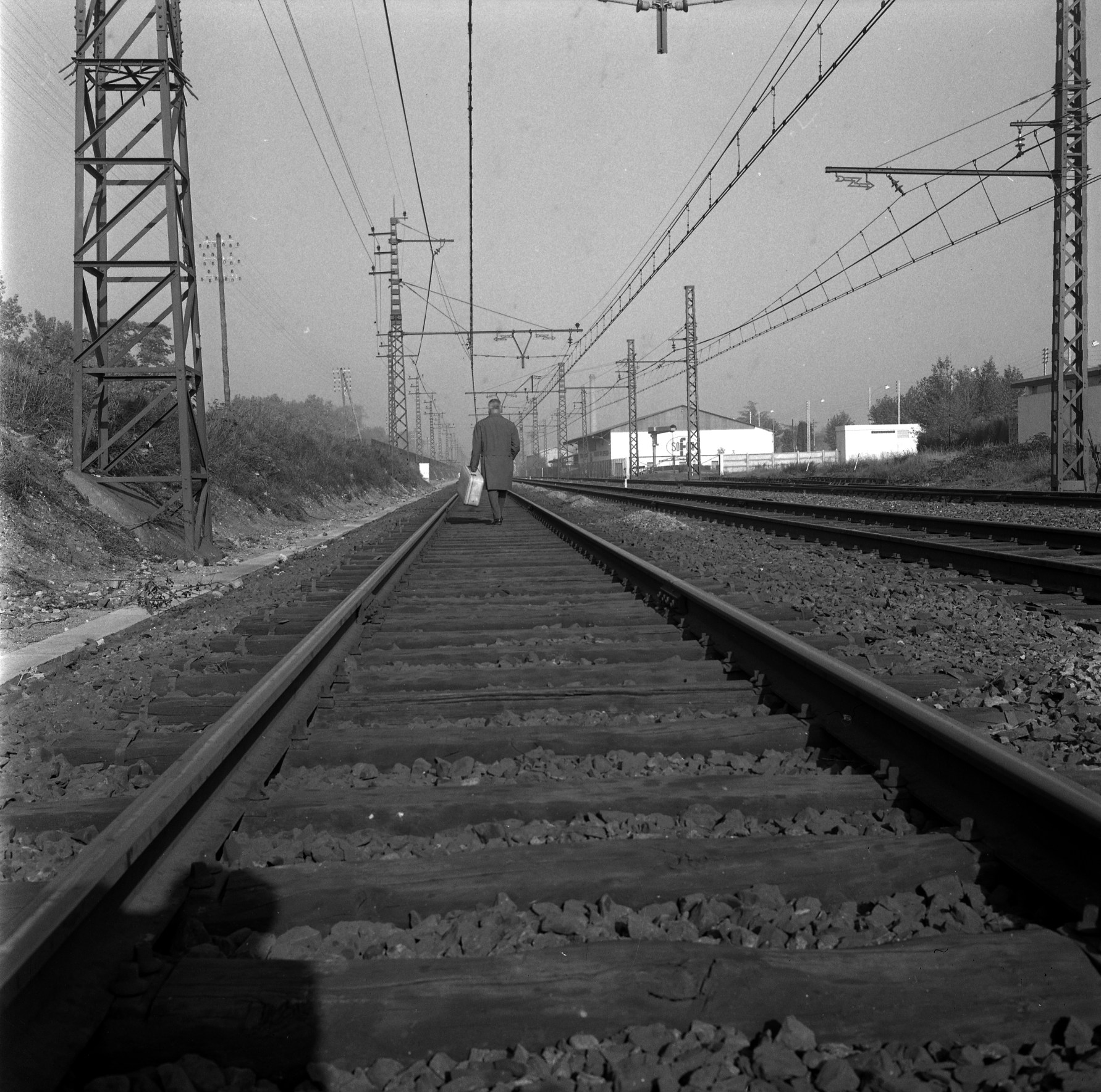
Voyageur se déplaçant à pieds lors d'une grève SNCF en 1963.

Cette liste des grèves à la SNCF vise à regrouper de manière exhaustive l'ensemble des grèves et mouvements sociaux depuis sa création et d'y adjoindre un bilan synthétique de chacune des actions menées. Chaque année depuis 1947 ayant été marquée événements sociaux, l'échantillon devient suffisamment ample pour en réaliser des statistiques, notamment réalisables grâce aux données en OpenData fournies par l'entreprise elle-même.

## Contexte de fond
Depuis 1947 jusqu'en 2022, pas une seule année ne s'est écoulée, selon Le Figaro, sans que des mouvements sociaux n'aient lieu à la SNCF.
En avril 2024, le Sénat vote une proposition de loi pour limiter les grèves durant les périodes de grands départs à 221 voix contre 112. Les opposants au texte affirment qu'il s'agit d'une atteinte constitutionnelle au droit de grève. Le texte prévoit que par décret, le gouvernement peut poser 30 jours par année dont 7 glissants pendant lesquels le droit de grève serait suspendu.

## Liste des grèves

### 2025
- 17 avril au 2 juin : préavis de grève déposé pour les vacances de Pâques et les ponts de mai, à l'initiative de Sud-Rail[3] au niveau national diverses revendications sur les salaires et traitements[4].
- 1-3 février : Grève en Midi-Pyrénées centrée sur Toulouse[5]..

- 8-11 janvier : À l'appel de trois syndicats, une grève très peu suivi a pris place dans les TGV Ouigo, afin de protester contre l'état dégradé des rames et du service[6].

- 7-13 janvier : Grève des aiguilleurs sur et autours de Toulouse, suivie par 56% de l'effectif[7].

### 2024
Le contexte de tension syndicale à la SNCF est suivi par la RATP, qui connaît un préavis de grève inédit car couvrant une période de sept mois incluant donc les jeux olympiques. Par ailleurs, les syndicats de la RATP menacent de grève en cas d'arrivée au pouvoir du Rassemblement national.
En février, la SNCF promet une prime de 400€ versée à l'ensemble des cheminots au 1er mars pour empêcher une grève pour les vacances de février, en vain. Les revendications concernent les fins de carrière et retraites des  contrôleurs.
Le ministre des transports François Durovray, dénonçait les "prises d'otage annuelles"[réf. nécessaire] sur les vacances de Noël, affirmant sur RMC « On ne veut plus vivre sous la menace d’une grève ». Afin de limiter les fréquents désagréments et doutes sur le service, en concertation avec la SNCF, les négociations salariales ont été décalées au mois de janvier.
- 25 décembre Qualifiée de grève surprise par la presse, des conducteurs et contrôleurs des TER Aquitaine sont absents de leur postes. La SNCF, quant à elle, affirme qu'un préavis courrait depuis novembre, et a mis en place des cars de substitution[13].

- 11 décembre Appel à la grève avancé dès le début du mois de novembre.

- 21 novembre Quatre syndicats ont appelés à la grève pour dénoncer le démantèlement de Fret SNCF, supprimant au passage 10% des effectifs. Le mouvement a impacté quelques TGV, TER et RER. Cette grève serait « un ultimatum » avant la prochaine grève de décembre, laissant planer une menace sur les vacances de Noël[14].

- 4 novembre Les aiguilleurs ne travaillant pas ce jour, la ligne Rennes - Quimper se voit impactée[15].

- 3 novembre Les aiguilleurs de Toulouse, ne travaillant pas le dimanche de la rentrée, impactent le fonctionnement des lignes Rodez-Brive, Toulouse-Aurillac et Toulouse-Rodez[16]. A noter que les aiguilleurs du Mans ont décidés d'en faire de même[17].

- 26 octobre Action des conducteurs et contrôleurs du Mans, lieu régulièrement frappé d'actions syndicales, comme ce fut le cas déjà le 15 septembre[18].

- 17 octobre  Nouvel épisode de grève dans les Ardennes[19].

- 10-11 octobre Grève en deux temps en Ardennes : les agents d’escales décrochent le jeudi, les aiguilleurs vendredi. La CGT réclame plus de personnel dans les gares ainsi que sur certains poste clés et la réduction du trafic, remplacé par des camions dont l'intensité carbone est plus élevée[20].

- 1er octobre Analysée comme étant la fin d'une « Trève olympique » par le Figaro ou Les Échos, la CGT repend les grèves pour protester contre la réforme des retraites et autres motifs habituels[21].

- 24 septembre Grève sur le RER B. Le communiqué conjoint des 4 syndicats portant sur les modalités de contrôle des voyageurs[22].

- 15 septembre Action des conducteurs et contrôleurs du Mans[18].

- 30-31 août Deuxième grève du mois sur la ligne de Tende.

- 17-18 août Les TER Nice-Vintimille et Marseille-Lyon Part Dieu sont affectés[23].

- 13 août Grève sur la ligne Nice - Tende, protestant contre l'organisation de travaux[24].

- 8 août En région SUD[25].

- 8 juillet Idem que pour le 1 juin[26].

- 11 juin Grève locale des aiguilleurs dans le Nord entre Lille et Douai[26].

- 31 mai Grève sur le RER A  l'appel de 4 syndicats ayant fortement perturbé le service[27].

- 29 mai  Grève affectant les lignes dites TER GV des Hauts-de-France[28].

- 21 mai Grève en Île-de-France en vue d'obtenir des avantages, laissant planer la menace de grève pendant les JO[29].

- 16 mai Grève des agents d'escale à Roanne[30].

- 19 avril Grève touchant 9 lignes dans, en provenance ou à destination des Ardennes. Elle prend pour racine la protestation des cheminots sur la nouvelle gestion des plannings considérablement moins lisible à long terme[31].

- 12 avril Grève locale touchant la ligne reliant Toulouse à Pau[32].

- 8 mars Grève affectant plusieurs régions à l'appel de la CGT, Sud Rail et de la CFDT[33].

- 23-24 février Grève des aiguilleurs annoncée par la SNCF le mercredi 21. Le weekend est faiblement perturbé. Les aiguilleurs revendiquent des augmentations d'effectifs et de salaire[34].

- 16-18 février Grève des contrôleurs au niveau national, positionnée sur le départ des vacances de février. Environ un train sur deux est assuré, avec priorité pour les trains allant vers les stations de ski[35]. 150 000 usagers ont été directement affectés[36].

- 5 février Grève en Nouvelle Aquitaine[37].

- 1er février Grève sur le RER B où de fortes perturbation ont été attendues, de nombreux conducteurs ayant répondu à l'appel de la CGT, de SUD RAIL et de FO[38].

- 24 janvier Grève des conducteurs isolée sur la ligne Bordeaux-Bergerac-Sarlat. Les motifs habituels de manque de moyens humains et matériels sont invoqué, et des cars de substitution ont pris le relai[39].

- 15 janvier Épisode centré sur les lignes connectées à Metz et Nancy[40].

- 8-9 janvier Grève nationale positionnée stratégiquement sur la rentrée des vacances d'hiver. Ainsi, pour la seule Nouvelle-Aquitaine, 40% des TER sont supprimés au départ de Bordeaux[41]. Le Côté d'Azur voit 80% de ses TER annulés[42].

- 2 - 5 janvier  Marseille est au centre d'une grève visiblement distincte de celle de Nice, affectant 5 lignes[43].

- 2 janvier Grève illimitée des 5 employés de la gare de Montargis[44].

- 1er janvier Grève surprise affectant quelques TER au départ de Nice[45].

### 2023
Les grèves liées à la réforme des retraites ont induit à elles seules une perte de chiffre d'affaires de 700 millions d'euros.
- 26 décembre Grève touchant la ligne Marseille - Canne, dont le préavis a été donné la veille[47].

- 20 décembre Grève des aiguilleurs en Midi-Pyrénées.

- 18 décembre Grève sur le RER B[48].

- 12 décembre Action affectant la Gironde, ayant été annoncé la veille à 17h[49]

- 11 décembre Journée de grève en parallèle en Franche-Comté[50].

- 11 décembre Action centrée sur le Val de Loire ayant fortement affecté le trafic selon les mots de la direction[51].

- 30 novembre Grève centrée sur la région Nouvelle-Aquitaine dont les lignes les plus touchées étaient au départ de Bayonne[52].

- 13 novembre Grève normande instiguée par la CGT, déplorant le sous-effectif affectant la sécurité. La ligne entre Paris et le Havre sera très affectée[53].

- 8 novembre  Grève menée par la CGF pour des revendications salariales ayant légèrement perturbé le trafic[54].
- 3 novembre 5 lignes dans les Hauts-de France.

- 13 octobre Grève automnale et normande pour le pouvoir d'achat, affectant près d'un quart du trafic[55].

- 2-3 octobre Grève des aiguilleurs de Marseille pour plus de moyens et de personnels[56].

- 26 septembre Effets ressentis principalement sur l'étoile ferroviaire de Saint-Étienne[57].

- ' X septembre[précision nécessaire] Grève en région PACA, affectant principalement Marseille et Nice, où se jouent des matchs de la Coupe du monde de rugby à XV 2023. Deux mouvements distincts sont à l’œuvre.

- 26-28 août Septième grève des aiguilleurs du Mans ayant affecté les lignes au départ et à l'arrivée du Mans[58]

- 19-20 août Sixième grève des aiguilleurs du Mans ayant affecté les lignes au départ et à l'arrivée du Mans[59]

- 12-13 août Cinquième  grève des aiguilleurs du Mans ayant affecté les lignes au départ et à l'arrivée du Mans[60].

- 5 août Quatrième grève des aiguilleurs du Mans ayant affecté les lignes au départ et à l'arrivée du Mans[61].

- 29-30 juillet Troisième grève des aiguilleurs du Mans ayant affecté TGV et TER. La SNCF envisageant de transférer le poste d'aiguillage vers un centre de gestion des opérations à Rennes, les agents se sont encore mis en grève[62].

- 29-30 juillet Deuxième grève des aiguilleurs du Mans ayant affecté six lignes dans la région grand ouest[63].

- 27-28 juillet Grève en Auvergne, au moins 45 trains supprimés[64].

- 17-16 juillet Grève d'une partie du personnel TER[65]

- 6 juin Grève affectant moins de 10 % des trains, trafic normal à la RATP[66].

- 31 mai Grève sans réel impact de la part de quelques cheminots[67].

- 26 mai Grève des TER en région PACA[68].

- 20 avril[69] 1 TER sur 5 affecté en moyenne au niveau national.

- 7 mars-24(?)[précision nécessaire] mars TER et TGV fortement perturbés à l'échelle nationale, tout au long du mois dans le cadre de la réforme des retraites[70],[71].

- 28 février Centrée sur les Alpes-Maritimes[72].

- 16 février[73].

- 7 février[74]

- 31 janvier - 1er février[75]. 400 TGV et 6 700 TER supprimés.

- 19 janvier Journée noire affectant l'ensemble du secteur du transport, parmi d'autres secteurs de l'économie[76].

- 1-2 janvier Grève des aiguilleurs autours du Mans[77].

### 2022
Le 27 décembre, le journal Le Parisien informait que la SNCF avait réalisé pour l'année un profit record de 2,2 milliards d'euros, que la direction a tenté de garder secret pendant la négociation annuelle obligatoire sur les salaires et le conflit social.
- 23-25 décembre : Dernière grande grève de l'année, innovante cette fois ci par le fait qu'elle ne soit pas issue d'un appel de syndicats mais par un collectif de contrôleurs. Entre 33% et 40% des TGV annulés. Des réactions scandalisées de certaines formations politiques, des usagers et de la direction n'ont pas tardé à se faire entendre, d'autant plus que le risque de grève de Nouvel-An n'était pas totalement dissipé. La SNCF a mis en place des remboursements allant jusqu'à 200% du prix d'achats des billets et réalisé une opération de communication par la mise en place d'une TGV spécial pour les enfants ne pouvant retrouver leurs familles pour Noël[79]. Excédé par ces grèves répétées, et leur positionnement aligné aux vacances et aux fêtes, des collectifs d'usagers ont déclaré lancer un mouvement de grève venant des utilisateurs, appelés à ne pas acheter leur tickets lors de leurs prochains voyages au mois de janvier 2023.

- 12 décembre - 3 janvier ? Grève sur plusieurs lignes de transilien (N et U) affectant au-delà de Paris intra-muros[80].

- 11-décembre- ? Grève des conducteurs et sectoriels en Lorraine, principalement sur le réseau TER, reconduite au moins jusqu'au 6 janvier[81].
- 2-4 décembre : Grève nationale des contrôleurs réduisant de 60% le nombre de trains en circulation, menace de grève sur Noël et Nouvel-An[82].

- 20-21 novembre  : Grève centrée sur les TER en Alsace pour les manques de moyens humains et matériels[83].

- 10 novembre  : Grève nationale et interprofessionnelle pour la hausse des salaires[84]

- 27 octobre  : Grève planifiée en même temps que celle du 10 novembre[85].

- 18-19 octobre  Grève aux caractéristiques et revendications habituelles[86].

- Grève initiée par les raffineries puis les réacteurs nucléaires, et suivie pour dénoncer la dégradation du cadre général.
- 10 octobre : Grève des aiguilleurs autour de Lens et Arras, motifs habituels[87].

- 12-21 septembre  : Grève relativement suivie pour dénoncer le manque de moyens face à une augmentation de fréquentation. Annonce de recrutement par la SNCF[88]

- 14 septembre  :  Grève affectant 8 lignes dans et autour de la Lorraine[89].

- 5-6 août  : Grève ans la partie Est de l'Occitanie affectant 5 lignes. La CGT fustige le sous-effectif et la précarité salariale des agents[90].

- 30 juillet  : Grève Aude / Pyrénées-Orientales[91]

- 23 juillet  Grève centrée sur l'Occitanie affectant certaines gares hors-région[92].

- 17 juillet  Grève sur quelques lignes depuis Perpignan[93].

- 15 juillet  : Grève localisée sur les régions Bourgogne et Franche-Comté[94].

- 12 juillet  : Grève centrée sur Toulouse et Narbonne[95]

- 6 juillet  : Grève nationale pour la revalorisation des salaires[96]

- 29 juin  : Grève "surprise" sur les lignes L, J et le RER A[97]

- 24 juin : Grève des conducteurs sur certaines lignes de Transilien pour des changements de plannings trop fréquents et tardifs[98].

- 20 - 21 juin : Deuxième grève de l'année en Région Nouvelle-Aquitaine en lien avec l'ouverture à la concurrence[99]

- 14 juin  : Grève sur la ligne Charleville - Givet[100]

- 29 - 31 mai Grève des aiguilleurs région Nouvelle Aquitaine, revendications habituelles

- 2 mai  : Grève sur des lignes RER C D H et R[101]

- 15 avril : Deuxième grève centrée sur Marseille et le sud PACA pour les mêmes motifs, moins d'un mois après[102]

- 6 - 8 mars : Grève des conducteurs en PACA autour de 9 lignes connectées l'étoile ferroviaire de Marseille. Exigence : revalorisation des salaires[103]

- 27 janvier : Grève centrée sur la Normandie, pour les motifs habituels ; valorisation immédiate de tous les salaires, des recrutements, amélioration des pensions des retraités[104],[105]

- 21 janvier : Les aiguilleurs réclament une meilleure gestion des fins de carrière et des mesures pour assurer la fidélisation du personnel[106].

### Avant 2022
| Année | Durée                                       | Revendication | Avancée sociale / bilan économique |
| ----- | ------------------------------------------- | --- | --- |
| 2021  | ~décembre                                   | Augmentation de salaire | Primes de 600 euros pour les conducteurs et de 300 euros pour les contrôleurs. |
| 2020  |                                             | | |
| 2019  | 27 jours                                    | Annulation de la réforme des retraites | 690 millions d’euros de manque à gagner. Réforme des retraites appliquée. |
| 2018  | Grèves perlées sur 3 mois                   | | Coût chiffré entre 790 et 890 millions d'euros de manque à gagner. |
| 2017  | Plusieurs grèves                            | Réforme du droit du travail | |
| 2016  | 4 grèves                                    | Mise à jour de la réglementation du travail à la SNCF dans le cadre de l'ouverture à la concurrence. Dans le contexte du Mouvement social contre la loi Travail en France de 2016 | Chaque journée était évaluée à 15 à 20 millions de perte pour l'entreprise, qui en comptait 11 au mois de juin.                                                                   |
| 2015  |                                             | | |
| 2014  | 10 jours (9-19 juin)                        | Texte de loi visant à stabiliser la dette de 44 milliards d'euros du secteur ferroviaire et à préparer son ouverture totale à la concurrence. Le projet de loi prévoit de regrouper dans une holding publique la SNCF et Réseau ferré de France (RFF) | |
| 2013  | débuts les 13 juin 10 septembre 11 décembre | | |
| 2012  | 24-26 octobre                               | | |
| 2011  | 10-12 octobre                               | ouverture du trafic passager à la concurrence et suspicion de remise en cause du statut des salariés. | |
| 2010  | 15 jours                                    | Recrutements, la réorganisation par branches et avenir du fret | A une courte majorité, les grévistes ont voté pour une reprise du travail aux vues des quelques garanties et avancées obtenues.                                                   |
| 2009  | -19 janvier -20 octobre -29 décembre        | -contre la réforme du fret, défense « de l'emploi et des salaires » - ? - Hausse de salaire rétroactive pour une certaine catégorie | |
| 2008  | 6 novembre                                  | CGT et SUD-rail s'opposent à une modification de la réglementation du temps de travail des agents de conduite du fret | Taux de gréviste compris entre 39% et 55% |
| 2007  | Début le 18 octobre                         | A l’appel de 14 syndicats de la SNCF et de la RATP contre la réforme prévue des régimes spéciaux de retraite a fortement perturbé le trafic ferroviaire en France. | À la SNCF, où près des trois quarts des salariés et 90 % des conducteurs étaient en grève, seuls 46 TGV sur 700 ont circulé, et les trafics Corail et TER étaient très perturbés. |
| 2006  | Débuts les : 24 mai ? 8 novembre            | | |
| 2005  | 6 grèves                                    | | |
| 2004  |                                             | | |
| 2003  | 10 grèves                                   | Dont : - le 16 décembre : mouvement lancé par la CGT et Sud-Rail, 3,8% de participation | |
| 2002  | 3 grèves                                    | 25 novembre 2002 : Augmentation générale des salaires, maintien des régimes particuliers de retraite, défense du service public et du statut, retour à l'unicité de la SNCF. à l'appel du Syndicat FO suivi par 9,80 % des syndiqués - 2 octobre 2002 : Manifestation nationale pour la défense du service public, du statut et des régimes particuliers de retraite. à l'appel des Syndicats SUD Rail, CFDT et FO suivi par 0,70 % des syndiqués - 13 mars 2002 : Journée de manifestation et d'action contre la libéralisation des services publics à l'occasion du Sommet Européen de Barcelone, à l'appel des Syndicats CGT, SUD Rail, CFDT, FO suivi par 5,20 % des syndiqués \|\| | |
| 2001  |                                             | | |
| 2000  |                                             | | |
| 1999  |                                             | | |
| 1998  |                                             | | |
| 1997  |                                             | | |
| 1996  |                                             | | |
| 1995  |                                             | Dans le cadre des Grèves de 1995 en France | |
| 1994  |                                             | | |
| 1993  |                                             | | |
| 1992  |                                             | | |
| 1991  |                                             | | |
| 1990  |                                             | | |
| 1989  |                                             | | |
| 1988  |                                             | | |
| 1987  |                                             | Grève des cheminots de 1986 et 1987 | |
| 1986  |                                             | Grève des cheminots de 1986 et 1987 | |
| 1985  |                                             | | |
| 1984  |                                             | | |
| 1983  |                                             | | |
| 1982  |                                             | | |
| 1981  |                                             | | |
| 1980  |                                             | | |
| 1979  |                                             | | |
| 1978  |                                             | | |
| 1977  |                                             | | |
| 1976  |                                             | | |
| 1975  |                                             | | |
| 1974  |                                             | | |
| 1973  |                                             | | |
| 1972  |                                             | | |
| 1971  |                                             | | |
| 1970  |                                             | | |
| 1969  |                                             | | |
| 1968  |                                             | | |
| 1967  |                                             | | |
| 1966  |                                             | | |
| 1965  |                                             | | |
| 1964  |                                             | | |
| 1963  |                                             | | |
| 1962  |                                             | | |
| 1961  |                                             | | |
| 1960  |                                             | | |
| 1951  |                                             | | |
| 1950  |                                             | | |
| 1959  |                                             | | |
| 1958  |                                             | | |
| 1957  |                                             | | |
| 1956  |                                             | | |
| 1955  |                                             | | |
| 1954  |                                             | | |
| 1953  |                                             | | |
| 1952  |                                             | | |
| 1951  |                                             | | |
| 1950  |                                             | | |
| 1949  |                                             | | |
| 1948  |                                             | | |
| 1947  |                                             | Dans le cadre des Grèves de 1947 en France | |

## Mise en perspective
La SNCF publie en open data des statistiques sur les mouvements sociaux.